# Como (ciutat d'Itàlia)
|  | «Como» redirigeix aquí. Vegeu-ne altres significats a «Como (desambiguació)». |

Como (o Còm en llombard) és una ciutat d'Itàlia, a la regió de Llombardia, província de Como, amb 82.000 habitants. És a uns 50 km de Milà. La seva altura mínima és 199 metres sobre el nivell del mar i la màxima 1.136 metres. L'altura a la part central de la ciutat és de 201 metres.

## Geografia

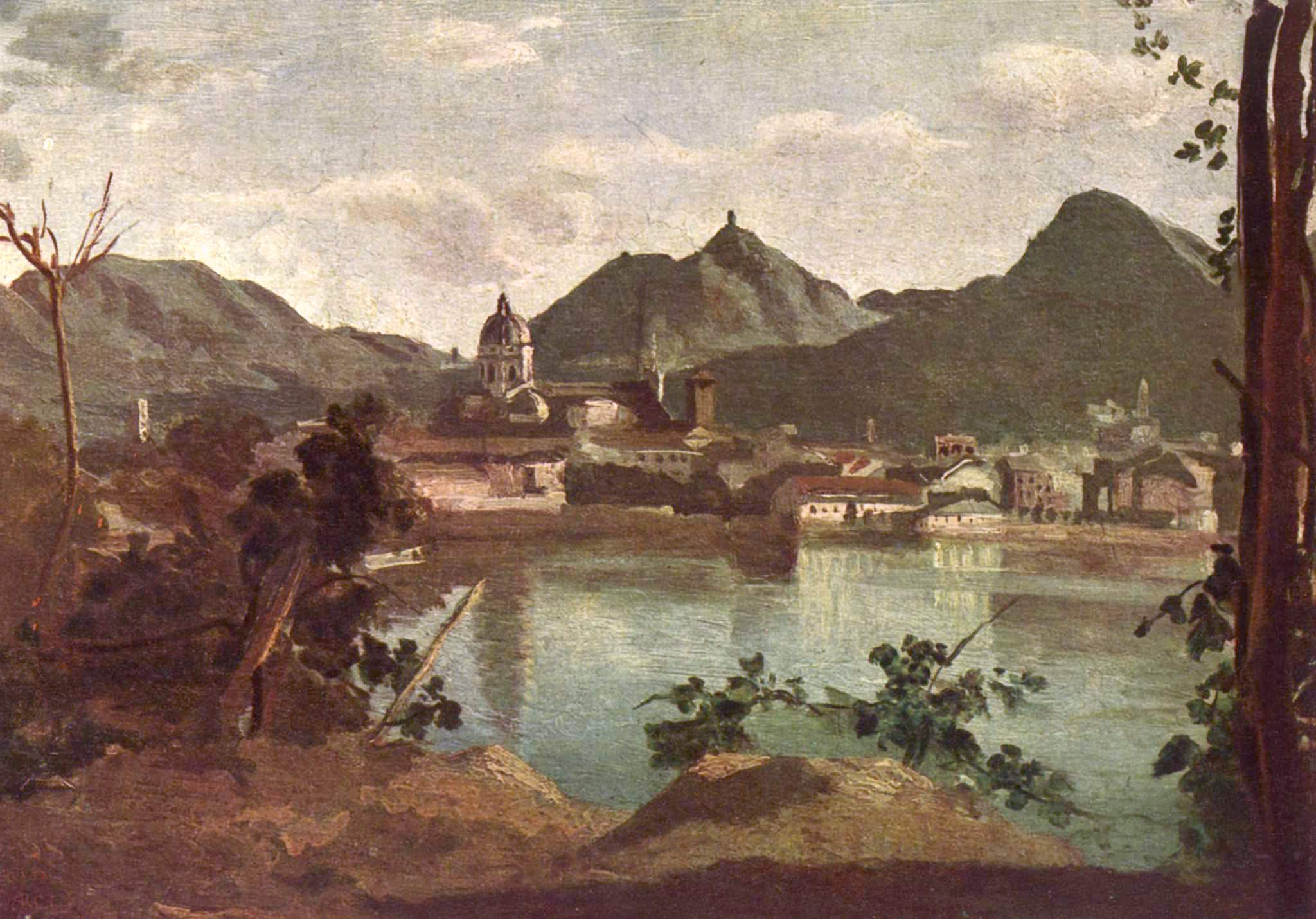
Paisatge de Como per Jean-Baptiste-Camille Corot

La comuna té 37,34 km² i limita amb les següents comunes (i a més amb territori de Suïssa): Maslianico, Cernobbio, Brunate, Cavallasca, Tavernerio, Lipomo, Capiago Intimiano, Senna Comasco, Casnate con Bernate, Grandate, Montano Lucino, Torno, Blevio i San Fermo della Battaglia.
La comuna es divideix en 9 districtes (quarteri):
- Albate-Muggio'
- Lora
- Camerlata-Rebbio-Breccia-Prestino
- Camnago Volta
- Como nord-Como est
- Como Borghi
- Como centro-Como ovest
- Monte Olimpino-Ponte Chiasso-Sagnino-Tavernola
- Garzola-Civiglio

## Història
Antigament es deia Comum i era a la Gàl·lia Transpadana a la riba sud del llac Larius avui llac de Como. Formava part del territori dels gals insubres i per les referències de Cató se suposa que fou fundada pels orobis, una gals anteriors que després van desaparèixer fusionats als insubres.
Apareix a la història a les guerres entre gals i romans; els romans van ocupar el país dels ínsubres des del 222 aC. El 196 aC els habitants de la ciutat van participar com tots els ínsubres en la lluita contra Roma, però foren derrotats per Marc Claudi Marcel i la ciutat va ser ocupada. S'hi van establir colons romans però en els anys següents foren atacats repetidament pels recis, i Pompeu Estrabó va enviar un nombrós contingent de colons, als que encara es van afegir tres mil més enviats per Corneli Escipió. Juli Cèsar en va enviar cinc mil, entre ells 500 grecs distingits. La colònia, propera a l'antiga ciutat, va portar el nom de Novum Comum i fou de dret llatí.
En temps de Cèsar els seus rivals polítics van voler llevar el privilegi de Comum i el cònsol C. Marcel va fuetejar a un magistrat amb l'excusa de certs insults. Triomfant Cèsar la ciutat va obtenir (Lex Rubria) el dret de Civitas romana com la resta de la Gàl·lia Transpadana (49 aC) i va esdevenir municipi (deixant de ser colònia) i quedant adscrita a la tribu Ofentina. El nom de Novum Comum es va abandonar per usar simplement el de Comum. La ciutat es va caracteritzar per les seves foneries de ferro.
El 250 i el 335 fou atacada pels alamans. Al segle IV una flota es va fixar al llac per la seva defensa, perquè la ciutat, que controlava la vora del llac totalment o quasi tot.
Va continuar existint com una ciutat important sota els gots, i llombards (aquestos la van ocupar el 569). Els llombards van substituir al bisbe catòlic per un bisbe arrià i va subsistir fins a final de segle amb el rei Cunipert, que era catòlic, quan es va renunciar a l'arrianisme.
Sota els francs fou capçalera d'un comtat que al final del segle X fou dependent de Lecco. Finalment l'emperador Otó I va concedir el comtat als bisbes de la ciutat i des de llavors es va afermar l'autonomia del govern de la comuna que va participar en les lluites entre imperials i papistes, representat a Como per la família güelfa dels Vitani i la gibelina dels Rusca, i a partir del segle xiv fou dominada pels Rusca com a senyors, domini que va continuar (amb un breu parèntesi de dominació dels Visconti el 1408).
El 1521 fou ocupada pels espanyols i unida al Milanesat. Sota aquest domini es van produir les pestes del 1576-1577 i del 1630-1631, i les caresties del 1591-1592 i 1628-1629; el banditisme es va desenvolupar des del 1570 i el governador de la ciutat va haver d'autoritzar el portar armes a la Vall d'Intelvi; tot això va desorganitzar l'economia; el darrer governador espanyol del Milanesat, Carles Enric de Lorena, príncep de Vaudemont, va iniciar un règim nou que va anticipar el segle de les llums.
Retirats els borbònics el 1706, el 1707 el Milanesat va passar a Àustria que va obtenir el control de Llombardia el 1736. Amb la invasió francesa el 1796 va integrar-se a l'administració general de Llombardia, constituïda l'agost de 1796 i el 1797 va quedar dins la República Cisalpina, i després República Italiana el 1802 i regne d'Itàlia el 1805. El Congrés de Viena va assignar Como al regne llombard-venecià sota domini austríac amb el qual va passar a Itàlia. Ocupada pels aliats al final de la segona guerra mundial, el referèndum del 1945 va donar a Como una lleu avantatge a la forma republicana (24000 vots contra 20000)).
Hi van néixer probablement el dos Plini, el vell i el jove, i especialment el darrer hi va tenir algunes viles, una d'elles a uns 8 km és encara anomenada Vila Pliniana. També un escriptor anomenat Septicianus. Naturals de la ciutat foren també el papa Innocenci XI, el ja esmentat Alessandro Volta i l'arquitecte modern Giuseppe Terragni.

## Monuments i edificis
Edificis antics són el Castell Baradello del segle XII; el Broletto di Como, edifici amb façana gòtica i decoració de marbre blanc, gris i rosa, flanquejat per la torre cívica, construït el 1215 pel podestà Bonardo da Codazzo i modificat a l'estil gòtic renaixentista el 1477; i l'edifici conegut com a "Il Duomo".
El Museu Liceu Clàssic "Alessandro Volta" fou abans un gimnàs-escola que va pertànyer a la Companyia de Jesús (jesuïtes) des el 1589 fins a la suspensió de la companyia el 1773 esdevenint llavors Gimnàs reial; el 1774 Alessandro Volta fou nomenat regent de l'escola; el 1865 es va convertir en Museu i va prendre el seu nom actual. Alessandro Volta té a més a més una estàtua dedicada (1834). El teatre social és obra de l'arquitecte Cusi és un edifici vuitcentista.
Monuments moderns són la Fontana monumentale, la Casa del Fascio, el monument a la resistència europea (1983) i el monument als caiguts a la guerra de 1915-1918.
El centre de la ciutat és la plaça de l'església de San Fedele; a la via Vittani hi ha diversos palaus d'èpoques diferents; la catedral de Como es va iniciar el 1397 i es va construir amb diversos estil, no acabant-se fins al 1770; fou construïda sobre l'antiga església de Santa Maria Maggiore i té l'estàtua dels Rodaris i pintures de Gaudenzio Ferrari, Bernardino Luini i de Morazzone.
Cal esmentar també el Museu arqueològic Giovio, el Museu conegut com a tempio voltiano, i la Porta Torre, antiga porta d'accés a la ciutat.
La ciutat disposa de jardins amb viles de gran bellesa, destacant la Vila Olmo.

## Fills il·lustres
- Francesco Pasquale Ricci (1733-1817), compositor musical.
- Alessandro Volta (1745-1827), científic.